# Ehawee
Ehawee est un prénom féminin.

## Sens et origine du prénom
- Prénom féminin d'origine nord-amérindienne[1] du peuple Sioux tribus Dakota ou Lakota.
- Prénom qui signifie « elle rit ».

## Prénom de personnes célèbres et fréquence
- Prénom très peu usité aux États-Unis[2].
- Prénom donné une seule fois en France[3].